# SpaceX CRS-18
SpaceX CRS-18 è stata la diciottesima missione del programma Commercial Resupply Services per la Stazione spaziale internazionale. Il lancio è stato effettuato  il 25 luglio 2019 da un Falcon 9 Block 5. La missione è stata gestita da SpaceX per conto della NASA.

## Storia del programma di lancio
Nel febbraio 2016, la NASA aveva offerto a SpaceX un'estensione del contratto per cinque missioni CRS aggiuntive (dalla CRS-16 alla CRS-20). Al giugno 2016, un ispettore generale della NASA aveva dichiarato che la missione era prevista per dicembre 2018, ma fu posticipata, prima a maggio 2019, poi a luglio 2019.

## Carico utile principale
La NASA determina il carico utile, la data e ora del lancio e i parametri orbitali per la capsula Dragon. Essa ha portato il terzo International Docking Adapter (IDA-3).